# Rubus fockeanus
Rubus fockeanus är en rosväxtart som beskrevs av Wilhelm Sulpiz Kurz. Rubus fockeanus ingår i släktet rubusar, och familjen rosväxter. Inga underarter finns listade i Catalogue of Life.